# 巴拿馬海鱨
巴拿馬海鱨為輻鰭魚綱鯰形目海鯰科的其中一種，分布東太平洋區，從美國加州南部至秘魯半鹹水水域、海域，體長可達38公分，棲息在沿岸泥底質海域、河口區，底棲性魚類，屬肉食性，背鰭及胸鰭具有毒棘，可做為食用魚。

## 擴展閱讀
維基物種上的相關：巴拿馬海鱨